# Jaime Ardévol y Cabré
Jaime Ardévol y Cabré (Vilella Alta, 5 de abril de 1775-Barcelona, 4 de abril de 1835) fue un médico e inventor español.

## Biografía

### Estudios y guerras
Cursó Gramática, Bellas Letras y Filosofía en el seminario tridentino de Tarragona y Medicina en la Universidad de Tarragona y en la Sertoriana de Huesca. Declarada la guerra a la República Francesa en el año 1793, suspendió sus estudios y, dos años más tarde, presentó a la Junta de armamento y tercio del partido de Montblanch una compañía compuesta de quinientos hombres de infantería, de la que fue nombrado capitán. Según documentos examinados por Elías de Molins para su Diccionario biográfico y bibliográfico de escritores y artistas catalanes del siglo XIX, «tomó parte, con próspera fortuna, en algunos hechos de armas que tuvieron lugar en la frontera».
Finalizada la contienda con la paz estipulada en Basilea, estudió en la Universidad de Montpellier, y tomó el título de doctor en Medicina —que después revalidaría en España— en 1800. De vuelta a España, ejerció la medicina en Reus y se dedicó al estudio de la geología y la mineralogía y al fomento de las artes industriales. De hecho, fue el primero en dar a conocer en la provincia de Tarragona el procedimiento de blanquear por medio del cloro los tejidos y fibras vegetales. Contribuyó con sus especiales conocimientos al perfeccionamiento de los hornillos de los alambiques en la fabricación, a gran escala, del alcohol. En 1805 fue el más ardiente apóstol de Antoine Parmentier a la hora de propagar el cultivo de la patata en el campo de la región.
Durante la guerra de la Independencia española, sirvió como médico en el ejército y prestó importantes servicios en los hospitales de campaña. Los desastres ocasionados por la contienda en 1811 acumularon en la villa de Reus un número elevado de mendigos, lo que obligó a establecer un asilo en el entonces deshabitado convento del Carmen para dar cobijo a ochocientas personas. Para atender sus necesidades, se creó una publicación titulada Periódico político y mercantil de Reus, dirigida por Ardévol y considerada por Elías de Molins como el primer periódico político de Cataluña. Algunas de las ideas emitidas en este periódico llevaron a su encausamiento y fue finalmente reducido a prisión y encerrado en los calabozos del tarraconense castillo de Pilatos. Allí permaneció durante quince meses; condenado por los tribunales inferiores, la Audiencia de Barcelona lo absolvió.

### Invención del hidrópota
Se dedicó después al estudio de un aparato para la elevación de aguas que denominó «hidrópota». Lo dio a conocer en 1818 y su objetivo era el de facilitar el riego de los terrenos situados a poca altura sobre las riberas de los grandes ríos, en los que resultaba complicada la construcción de presas. Deseando reducir a cultivo las tierras bajas y arenosas de la desembocadura del Ebro, aplicó su invento en la isla de Buda. Verificado el invento en el puerto de Salou, en el acta notarial del acto se escribió lo siguiente:

[...] Por la sola vista del hecho se deduce la certidumbre física de los cálculos del autor, y de las sorprendentes aplicaciones que se van a ver por este nuevo invento. No cabe duda de que la agricultura ha adquirido el más grande impulso, y las artes un nuevo brazo derecho.

El rey hizo caso omiso de la instancia de protección que Ardévol presentó para su invento, de modo que el privilegio de invención no se le concedió hasta entrado el año 1820. Al año siguiente, construyó un hidrópota en Barcelona y se verificaron nuevos ensayos ante comisiones del Ayuntamiento, corporaciones y particulares invitado. A petición de las Cortes, la Real Academia de Ciencias y Artes de esa ciudad emitió un dictamen en 1822 que albergaba una consigna que recomendaba la compra, con fondos públicos, de una unidad.
Ardévol recibió cartas de las principales corporaciones y empresas agrícolas de España, así como del embajador de Rusia, por la novedad de su invento y por la utilidad que reportaría su aplicación. En 1822, comunicó al Ayuntamiento de Barcelona que, en todas aquellas partes donde lo permitiera el desnivel, se ofrecía a levantar un caudal de las aguas del mar para que en los días de verano pudiesen hacerse el riego y la limpieza de las cloacas.

### Gibraltar, Cuba, Estados Unidos y Francia
Abandonó voluntariamente España y se dirigió desde allí a Gibraltar y luego a Cuba, donde fue hecho prisionero por la autoridad superior de la isla. Hubo de pagar una fianza para quedar nuevamente libre. Pudo entonces dedicarse, por una parte, a los asuntos familiares que le habían llevado hasta Cuba y, por otra, a estudiar la flora de la región. Remitió pies de árboles y gran número de semillas para el jardín botánico que la Real Academia de Ciencias Naturales y Artes tenía establecido en Barcelona.
De Cuba se mudó a Estados Unidos, donde llevó a cabo estudios sobre los aparatos elevadores de agua de los que se hacía uso en aquel país. Analizó, asimismo, las ventajas que su aplicación podría brindar a la agricultura española. Viajó por ciudades como Washington, Baltimore y Filadelfia.
Regresó luego a Gibraltar, donde, en 1828, fue nombrado teniente general del Ejército británico y gobernador de la plaza y territorio de Gibraltar. Fungió, asimismo, como lazareto durante la epidemia de fiebre amarilla que afligió al peñón. En 1831, trasladó su residencia a París, donde permaneció hasta 1833. En ese tiempo, trabajó en hospitales y se dedicó al estudio de la epidemia de cólera que tantos estragos estaba causando en la ciudad. Allí público Apuntes sobre la Cárdite intertropical, que, según Elías de Molins, recibió el elogio de periódicos y críticos franceses, alemanes e ingleses. Presentada ante la Academia de París, recibió una buena acogida.

### Regreso a España y fallecimiento
De vuelta a España en 1833, la Real Academia de Medicina y Cirugía de Barcelona, de la que era socio corresponsal, le confirió al año siguiente la comisión de inspeccionar la epidemia de cólera morbo que empezaba a extenderse por la ribera del Ebro. En 1834, con el beneplácito del Ayuntamiento de Reus, solicitó apoyo para fundar en aquella localidad una escuela de artes y oficios en la que se enseñasen dibujo, matemáticas, geometría y artes mecánicas.
Completamente dedicado en 1834 a prestar asistencia a los enfermos de cólera durante el brote que azotó Barcelona, su salud fue en declive. Falleció el 4 de abril de 1835, cuando contaba 65 años.